# Gaijin
Gaijin (japanska 外人, [ɡaidʑiɴ]) är ett japanskt ord som betyder "utlänning" eller "icke-japansk". Det består av två kanji-tecken: gai (外 “utlänning”, “främling”) och jin (人 “personer”). Ordet kan avse alla utlänningar, oavsett nationalitet eller etnicitet.
Ordet ses ibland som nedsättande eller stötande av den lokala japanska befolkningen, så vissa personer föredrar att använda gaikokujin (外国人), ett mera neutralt och formellt alternativ.